# Marc Asini Agripa
Marc Asini Agripa (en llatí Marcus Asinius Agrippa) va ser un senador romà cònsol de Roma l'any 25. Va morir a finals de l'any següent.

## Família
Marc Asini Agripa era germanastre de Drus el Jove, fill de l'emperador Tiberi. Tàcit diu que era descendent d'una família més il·lustre que antiga, a la que no va fer honor per la seva forma de vida, sense mencionar res específic. Era net de Gai Asini Pol·lió, i fill de Gai Asini Gal Saloní i Vipsània Agripina, la primera dona de Tiberi. Era germà de Gai Asini Pol·lió, cònsol l'any 23, i pare de Marc Asini Marcel, que va ser cònsol l'any 54 juntament amb Marc Acili Aviola, en temps de l'emperador Claudi.